# Кущавниця велика
Куща́вниця велика (Graminicola bengalensis) — вид горобцеподібних птахів родини Pellorneidae. Мешкає в Гімалаях. Раніше вважався конспецифічним з болотяною кущавницею.

## Опис
Довжина птаха становить 18 см. Голова і верхня частина тіла пістряві, чорні з рудими і білими смужками. Нижня частина тіла білувата, груди і боки поцятковані рудувато-охристими смужками. Хвіст сірувато-коричневий з білим кінчиком, гузка рудувата. Над очима білі "брови".

## Поширення і екологія
Великі кущавниці мешкають в тераях на півночі Індії, від Уттар-Прадешу до Брахмапутри, на півдні Непалу та на заході Бангладеш. Вони живуть на заплавних луках і болотах, в заростях на берегах річок і струмків та в інших водно-болотних угіддях. Загалом популяції великих кущавниць мешкають дуже розріджено; в багатьох районах, особливо в Бангладеш, вони зникли.

## Збереження
МСОП класифікує стан збереження цього виду як близький до загрозливого. За оцінками дослідників, популяція великої кущавниці становить від 3500 до 15000 птахів, велика частина з яких (близько 2000–5300 особин) мешкає в Непалі. Великим кущавницям загрожує знищення природного середовища.